# Động đất Vịnh Uchiura 2016
Động đất Vịnh Uchiura 2016 (内浦湾地震 Uchiura-wan jishin) là trận động đất xảy ra vào lúc 14:21 (JST), ngày 16 tháng 6 năm 2016. Trận động đất có cường độ 5.3 richter, tâm chấn độ sâu khoảng 11 km. Không có cảnh báo sóng thần cho trận động đất này.